# Salix rubens
Salix rubens är en videväxtart som beskrevs av Franz von Paula Schrank. Salix rubens ingår i släktet viden, och familjen videväxter. Utöver nominatformen finns också underarten S. r. basfordiana.